# Цедербаум-Кайский, Фёдор Исаевич
Фёдор Исаевич Цедербаум, партийный псевдоним — Ф. Дневницкий (25 декабря 1883, Санкт-Петербург — 26 августа 1937, Ленинград) — российский политик-меньшевик, двоюродный брат Л. Мартова, секретарь Георгия Плеханова. Внук публициста, редактора и  общественного деятеля Александра (Сендера) Осиповича Цедербаума.
Учился в Санкт-Петербурге во Второй Санкт-Петербургской гимназии. В 1902 году поступил на математическое отделение физико-математического факультета Санкт-Петербургского университета, а в 1906 году отчислен из него за участие в социал-демократической партии.
Эмигрировал в Швейцарию, а затем в Италию. Вступил в Итальянскую социалистическую партию в 1909 году.
Начал работать секретарем Г. Плеханова еще в Швейцарии, член РСДРП(м) с 1904 года. Вернулся в Россию вместе с Плехановым в 1917 году. Работал в газете «Единство» до ее закрытия в 1918 году, оставаясь плехановцем и после 1917 года.
После закрытия газеты «Единство» поступил на работу в качестве инструктора культурно-массовой работы в «Производсоюз» и одновременно учился в Педагогической академии, которую окончил в 1920 году. Работал научным сотрудником академии до 1921 года, а в 1921 году вместе с профессорами академии был привлечен органами ВЧК за контрреволюционную деятельность (дело Таганцева). Скрылся, перешел на нелегальное положение и жил под фамилией Богомил Павел Николаевич. В последние годы — учитель неполной средней школы.
Последний раз арестован 27 апреля 1937 года. Особой тройкой УНКВД ЛО 26 августа 1937 приговорён по статье 58-10 УК РСФСР к высшей мере наказания. Расстрелян в Ленинграде 26 августа 1937 года.
Жена — Ида Ефимовна Хородчинская.
Сын — Виктор Федорович Хородчинский.